# Acquasparta
Acquasparta è un comune italiano di 4 362 abitanti della provincia di Terni in Umbria.
Fa parte dell'associazione I borghi più belli d'Italia.

## Storia
Di probabile origine romana, il suo nome deriva dal latino ad Aquas Partas per via della sua posizione tra le fonti dell'Amerino e di Furapane nella Valle del Naia.
Nel Medioevo Acquasparta faceva parte delle cosiddette Terre Arnolfe e, dopo alcuni passaggi a beneficio di signori ecclesiastici (fra cui anche il vescovo di Todi), fu ceduta alla famiglia Cesi che vi eresse l'omonimo palazzo (XVI secolo). La cittadina fu anche sede, agli inizi del Seicento, della ricostituita Accademia dei Lincei grazie all'interesse del duca Federico Cesi.

### Simboli
Stemma
Lo stemma è stato riconosciuto con il decreto del Capo del Governo del 9 aprile 1931.
Gonfalone
Bandiera

## Monumenti e luoghi d'interesse

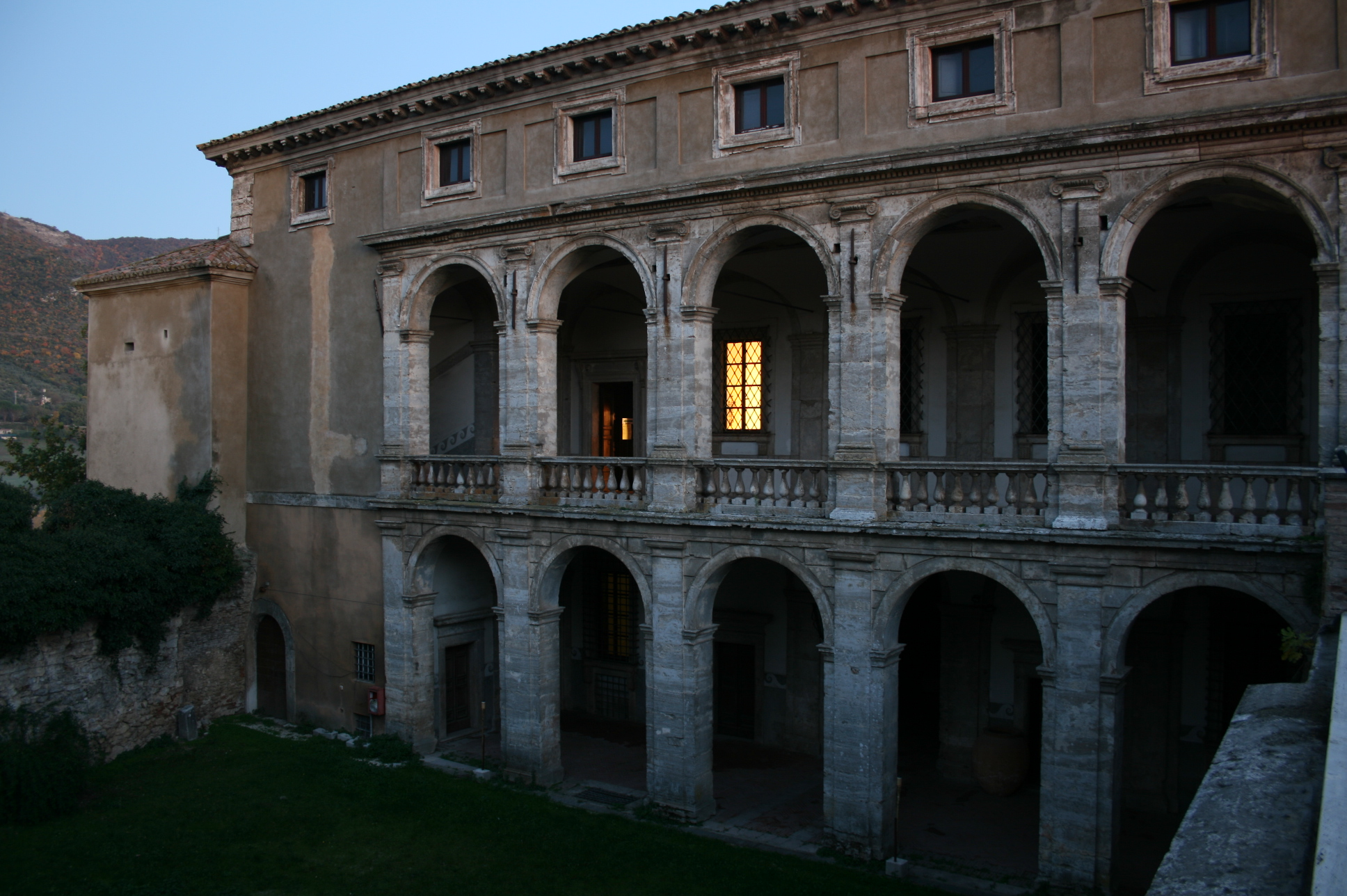
Palazzo Cesi

Il monumento più importante della cittadina è Palazzo Cesi edificato in luogo della rocca per volontà di Gian Giacomo Cesi e di sua moglie Isabella di Alviano (o Liviani) a partire dal 1561 su progetto dell'architetto fiorentino Guidetto Guidetti, poi sostituito dal milanese Giovan Domenico Bianchi. La costruzione del palazzo termina intorno al 1579, quando Federico Cesi, futuro fondatore dell’Accademia dei Lincei, nipote di Gian Giacomo, sposa Olimpia Orsini. Nel palazzo fu ospitato Galileo.
La chiesa di Santa Cecilia è la principale della cittadina, sul corso dei Lincei. Di origine medievale, si presenta nell'aspetto settecentesco datole nel 1758 dall'architetto Francesco Bettini, collaboratore del Piermarini. All'interno, ricco di opere d'arte, spicca la Cappella del Santissimo Crocifisso, dove si trovano le tombe di Isabella Liviana Cesi, qui sepolta nel 1582 e soprattutto del nipote Federico Cesi, del 1630. Sull'altare della cappella la tela con il Crocifisso tra la Vergine e San Giovanni Evangelista con Maria Maddalena di Giovan Battista Lombardelli (1581).
All'interno della cinta muraria si trova la residenza dei Diana, famiglia materna del pittore Dante Ricci, che vi amava trascorrere i mesi estivi.

## Società

### Evoluzione demografica
Abitanti censiti

### Tradizioni e folclore
Ogni anno a giugno si svolge la "Festa del Rinascimento" che rievoca i fasti della vita del Principe Federico Cesi detto il Linceo, promossa dall'Ente “Il Rinascimento ad Acquasparta”, con spettacoli, cortei, convegni, laboratori, taverne e gare tra le tre contrade (Contrada del Ghetto, Contrada di Porta Vecchia e Contrada di San Cristoforo). La festa si conclude con il "Grande Gioco dell'Oca" in piazza e il "Grande Corteo dei doni".

## Geografia antropica

### Altre località del territorio
Canepine, Collebianco, San Nicolò, Santa Barbara, Selvarelle Alte, Selvarelle Basse. Nel territorio comunale si trova inoltre una parte del piccolo lago di Arezzo.

## Infrastrutture e trasporti

### Ferrovie
Acquasparta è attraversata dalla Ferrovia Centrale Umbra nel tratto (attualmente non attivo) che va da Terni a Perugia. È servita dalla stazione di Acquasparta.

### Strade
Il comune è servito dalla SS 3 bis.

## Amministrazione
Sindaco attuale è Giovanni Montani eletto in occasione delle elezioni amministrative del maggio del 2019 e riconfermato in quelle del 2024.